# Миник
Ми́ник Уо́ллес (англ. Minik Wallace; около 1890 или 1891 — 29 октября 1918) — представитель коренного населения Гренландии из племени инугуит, в 1897 году вывезенный вместе с отцом и группой родственников (включая бабушку) в США Робертом Пири.
Группа из шестерых эскимосов с мыса Йорк поступила в распоряжение учёных Американского музея естественной истории (Франца Боаса, Алеша Грдлички, Альфреда Крёбера) как подопытные экземпляры. Взрослые и 12-летняя девочка скончались сравнительно быстро от стресса и инфекционных заболеваний, лишь молодой охотник был возвращён на родину, где дожил до 1910 года. Миник тоже выжил и волей главы Музея естественной истории Морриса Джесупа был усыновлён сотрудником музея Уильямом Уоллесом, обеспечившим ему социализацию и школьное обучение. После неоднократных просьб и широкой кампании в прессе летом 1909 года Миник был возвращён в Гренландию. К тому времени он позабыл родной язык и растерял навыки выживания в Арктике; некоторую помощь ему оказали датские исследователи К. Расмуссен и П. Фройхен. Миник стал известным охотником, а также проводником и переводчиком в нескольких экспедициях, особенно к Земле Крокера под началом Дональда Макмиллана, проходившей в 1913—1916 годах. К её окончанию Миник решил вернуться в США, так и не прижившись на бывшей родине; не сложилась у него и семейная жизнь. В 1917 году подал заявку на гражданство США, сменив несколько работ, поселился в Нью-Хэмпшире в семье друга-фермера, где и скончался во время эпидемии испанского гриппа. Останки Миника Уоллеса покоятся в США.
Канадский историк Арктики Кенн Харпер в 1986 году за собственный счёт выпустил биографию Миника, основанную на всех сохранившихся в архиве источниках. Книга переиздавалась также в 2000 и 2017 годах, вызвав общественный и критический резонанс. История эксперимента над людьми в эпоху «Золотого века полярных исследований» вызвала инициативу журналистов, которые в 1993 году добились возвращения останков четырёх эскимосов из музейной коллекции для перезахоронения в Каанаак, но могилу Миника не тронули. В 1997 году королева Дании Маргрете II открыла в Каанааке памятник с надписью «Они вернулись домой».

## Предыстория (1890—1897)

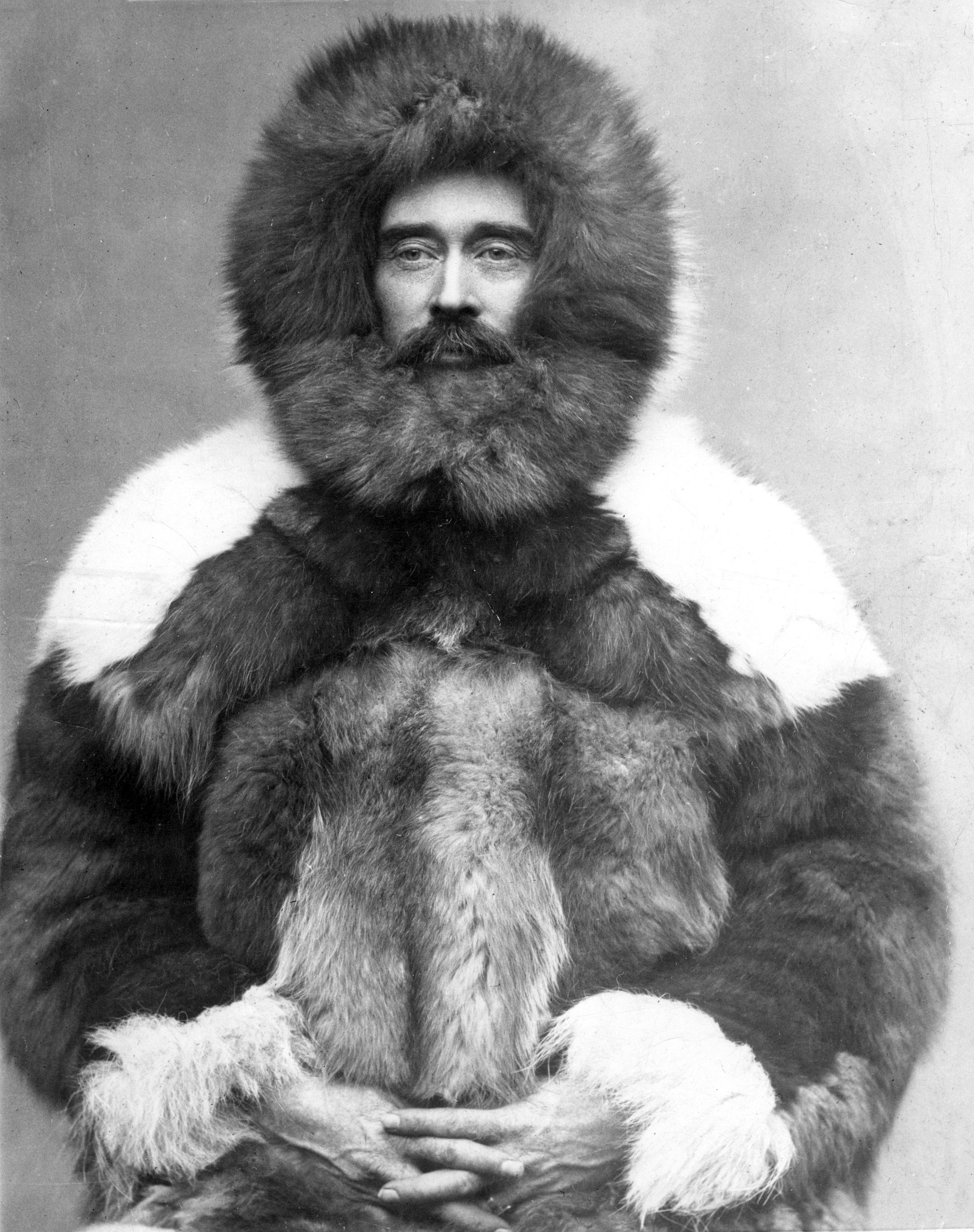
Роберт Пири в эскимосском одеянии

Роберт Пири позиционировал себя как исследователя, и таким же образом описывал стратегию достижения Северного полюса. Образцы костюмов и бытовых изделий эскимосов он обыкновенно передавал в Американский музей естественной истории, руководство которого частично спонсировало его походы и придавало респектабельности в американском обществе. Иными словами, он маскировал своё стремление к первопроходческим рекордам научными исследованиями. Главным спонсором и учредителем «Арктического клуба Пири» являлся банкир Моррис Кетчум Джесуп, возглавлявший правление Музея естественной истории и бывший одним из его жертвователей и сооснователей. В свою очередь, достижения Роберта Пири повышали значимость музея и опосредованно служили рекламой спонсорам. Отсутствие серьёзных географических достижений в сезоны 1896 и 1897 годов Роберт Пири решил компенсировать доставкой в Музей естественной истории гигантского железного метеорита. Обломков метеорита Пири достиг ещё в мае 1894 года с помощью охотника Алекатсиака; Роберт немедленно выцарапал на железной глыбе свои инициалы «как неоспоримое доказательство того, что именно я нашёл метеорит». В сезон 1896 года на мыс Йорк Пири отправил своих доверенных охотников Кисука (отца Миника) и Нуктака для организации работ или борьбы с нежданными конкурентами, если они вдруг появятся. Перед отправлением в Арктику в 1897 году Пири впервые обнародовал свой проект достижения Северного полюса от побережья Гренландии или острова Элсмир. Прибыв в Ииту 12 августа, мореплаватель взял на борт шхуны «Хоуп» всех трудоспособных мужчин-эскимосов и спешно отбыл на Метеоритный остров (также именуемый Бушнан). Нуктак отличался невероятной физической силой и обладал опытом взаимодействия с американцами: его отец Кулутан служил в партии Израэля Хейса — первого полярника, задействовавшего эскимосов. От умершей жены Нуктак имел трёх дочерей, а сам он повторно был женат на шаманке Атангане, старше него примерно на пять лет. Малолетнюю дочь Нуктака по имени Экариусак Джозефина Пири — супруга Роберта — забирала с собой как подругу для игр своей дочери Мэри, родившейся в Арктике. На следующее лето девочку вернули в Гренландию.
Кисук также прослыл отличным охотником, он был высокого роста, носил волосы до плеч и отличался лёгкостью нрава; Пири называл его в дневнике прозвищем «Смайлер» (англ. Smiler). Воспоминания о Кисуке оставил норвежец Эйвин Аструп, участвовавший в двух экспедициях Пири. Отец Кисука считался могущественным шаманом, и они входили в число первых знакомцев Роберта, ещё с его первой экспедиции 1891 года. Жена Кисука Манник — дочь Атанганы от первого брака — служила швеёй, к тому времени у неё был сын Миник, точная дата рождения которого неизвестна. Около 1894 года Кисук обменялся женой с соплеменником Маджаком — это была 17-летняя Арнакитток; Миник остался при отце и мачехе. Вскоре у него появилась единокровная сестра Акиттек. Зимой 1895—1896 года племя в Иите было опустошено эпидемией, от которой скончались мать и мачеха Миника, обе его сестры, прабабушка и тётя. Кисук следующим летом взял в жёны 14-летнюю Серминнгуак (жена была насущной необходимостью, ибо шитьё одежды, приготовление пищи и гребля на умиаке было женским делом).

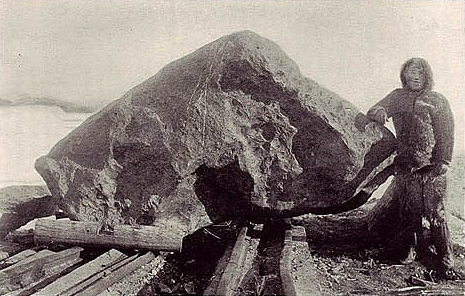
Пири у крупнейшего фрагмента метеорита — «Палатки». Фото 1897 года

Подъём 37-тонного метеорита на борт «Хоуп» завершился 20 августа. В одной из своих книг Пири впервые упомянул и маленького Миника: американец предложил нож за полярную сову, которую эскимос добыл, взобравшись на вершину скалы. За это он получил от Пири нож и обрезок деревянной доски, весьма ценной в хозяйстве эскимосов. Далее мужчины-эскимосы были возвращены в Ииту, получив за выполненную работу несколько ящиков сухарей, ружья и боеприпасы. На борту шхуны остались Кисук и Нуктак с роднёй, но если Нуктака сопровождали жена и 12-летняя дочь Авиак («приятная девочка… с прямыми иссиня-чёрными волосами»), то Кисук оставил жену в Гренландии, взяв только Миника. Сам Миник впоследствии вспоминал, что Пири обещал эскимосам «хорошие тёплые дома в солнечной стране, ружья, ножи, иглы и многое другое», гарантируя, что возвратит их через год. Судьба Экариусак убедила эскимосов, вдобавок, Пири пользовался огромным авторитетом. В стойбище у мыса Сабин к группе присоединился молодой охотник Уисаакассак, с которым была сговорена Авиак, и он не пожелал расставаться с нею. Запись об этом в дневнике Пири 26 августа 1897 года предельно кратка: «Уисаакассак хочет поехать в Америку, и я беру его».
Не существует никаких свидетельств, что М. Джесуп требовал или предлагал доставить не только анатомические образцы (из разорённых захоронений), но и живых эскимосов для исследований антропологов. Вероятно, эта идея принадлежала Департаменту антропологии и лично доктору Францу Боасу. Ещё в молодости Боас провёл год среди эскимосов пролива Камберленд на острове Баффина, где от географических исследований переключился на этнографию и антропологию. В 1888 году вышла в свет его книга о канадских эскимосах, в 1892—1894 годах он курировал этнографический отдел Колумбовой выставки в Чикаго. На выставке демонстрировали живых эскимосов, доставленных с Лабрадора. В 1895 году Боас служил помощником куратора в Музее естественной истории и тогда же предложил Пири доставить на годичный срок живого эскимоса из Гренландии. Ввиду ряда трудностей, Роберт Пири не смог откликнуться; весной 1897 года, когда он планировал очередную экспедицию, Ф. Боас настойчиво просил доставить «эскимоса средних лет, который мог бы остаться в Нью-Йорке на зиму, что позволит получить сведения величайшего научного значения». Впоследствии Пири утверждал, что отвёз эскимосов в Америку по их же собственной просьбе, без всякого внешнего давления. В его дневнике от 22 августа 1896 года содержится следующая бесстрастная запись: Пири распорядился выкопать из могилы останки эскимоса Каяукитока, вместе с телами его жены и малолетней дочери. Эти люди умерли от болезни, привезённой его экспедицией в предыдущем году; останки и предметы, положенные в могилу, упаковали в бочку и доставили антропологам Музея естественной истории. По словам биографа Кенна Харпера, «музей охотно и не прекословя приобрёл у путешественника жуткие экспонаты».

## Прибытие в США. Сиротство (1897—1898)

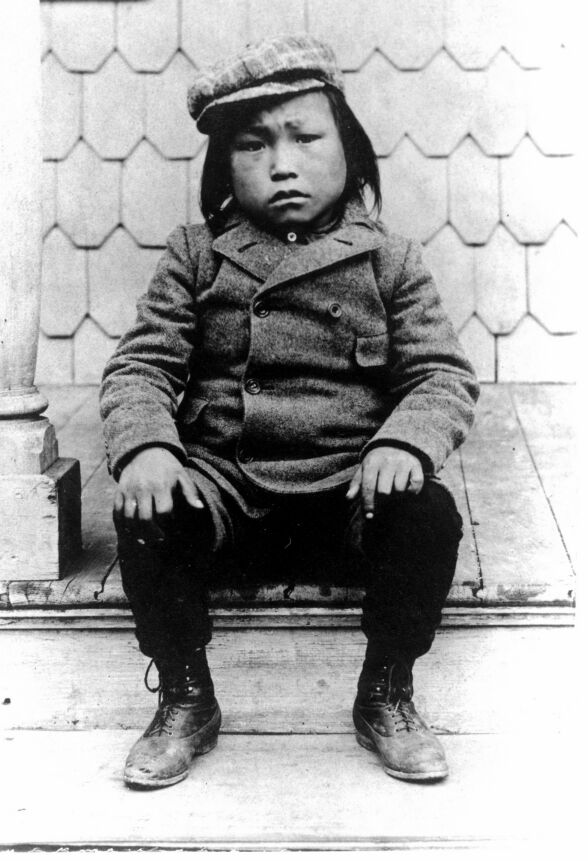
Миник после прибытия в Нью-Йорк в 1897 году

После возвращения Пири 1 октября 1897 года газета «Нью-Йорк Таймс» сообщала, что в Музей естественной истории поступила «коллекция инвентаря, палаток, саней и одежды „гренландских горцев“». Шестеро эскимосов именовались «ассистентами» лейтенанта Пири, которые должны были помогать в устроении этнографической выставки. Кисука, отца Миника, аттестовали как «вождя высокого ранга». В отделе антропологии никто не ждал пришельцев, для М. Джесупа и Ф. Боаса появление эскимосов оказалось неприятным сюрпризом. Нежданный дар перепоручили куратору отдела Уильяму Уоллесу. На первых порах всех разместили в душном сыром подвале; так как публика, посещавшая музей, хотела посмотреть и на аборигенов Арктики, им сшили европейские костюмы, а негр-слуга Пири Мэтью Хенсон, хорошо владевший гренландским языком, служил переводчиком и экскурсоводом. Посетители стремились пожать эскимосам руку, в свою очередь, и мужчины-эскимосы заинтересовались белыми женщинами и осведомлялись, имеется ли в Америке обычай обмена жёнами, немало разочаровавшись, получив от всех девиц-посетительниц «вежливый отказ». Уоллес сводил Миника в Центральный парк и зоопарк, особое впечатление на него произвели велосипедисты. Идиллия закончилась быстро: для всех эскимосов октябрьская погода в Нью-Йорке казалась невыносимо душной и жаркой, все заболели, причём недуг быстро перерос в пневмонию. Газетчики описывали, как Атангана пыталась привлечь духов-помощников для изгнания недуга, а затем заявила, что шаман (ангаккок) в Америке не имеет силы, так как духи слишком далеко. 1 ноября всех госпитализировали в больницу Бельвью и кризиса удалось избежать; к коменту выписки эскимосам предоставили удобную квартиру на шестом этаже здания музея, предназначенную для кураторов. Миник и Авиак стали в больнице всеобщими любимцами. К наблюдениям за эскимосами присоединился и Боас, отметивший, что Миник сразу стал запоминать английские слова, и считал его самым умным из всех.

Эскимосы-мужчины, доставленные в Нью-Йорк, и одетые в европейские костюмы. Слева направо: Нуктак, Уисаакассак (сидит), Миник, Кисук. По описаниям, Кисуку подарили пальто на несколько размеров больше, в которое он кутался, как в плащ, и чулки для гольфа «кричащего оттенка»

После наступления зимы медики больницы Бельвью настаивали, чтобы эскимосов переместили из здания музея в частный дом, где они меньше подвергались действию бактериальных инфекций, общаясь с посетителями. Моррис Джесуп распорядился, чтобы У. Уоллес взял арктических аборигенов к себе домой: он владел шестикомнатным коттеджем с надворными постройками на Физербед-лейн в Бронксе. Чтобы они могли общаться с окружающими, наняли 22-летнюю Эстер Энутсиак, эскимоску из Лабрадора, которая уже шестой год жила в США: её доставили в Чикаго для Колумбовой выставки. Сотрудники музея не потеряли с ней контакта и удалось убедить наняться на работу. Эстер с трудом нашла взаимопонимание с семейством Кисука и Нуктака, так как лабрадорский язык сильно отличался от гренландского, но к Уоллесу приходил Мэтью Хенсон, а также Франц Боас, не забывший баффинского диалекта. Эстер описывала в интервью газетчикам образ жизни соплеменников: вставали они около восьми утра и на все трапезы предпочитали варёное мясо; привыкли и полюбили чай и кофе. Со временем взрослые освоились в городе, научились не бояться звона колоколов и паровых свистков. Больше всего внимания привлекал Миник, которого описывали как «душу компании». Знакомый полицейский подарил ему дубинку и горсть блестящих пуговиц, и он, подражая стражу порядка, выучился ходить строевым шагом. Вероятно, Эстер испытывала к Минику материнские чувства, так как двумя годами ранее смогла вернуть на Лабрадор малолетнюю дочь. По заказу Боаса мужчины строили каяки и нарты, вырезали из дерева фигурки: хозяева дома не хотели, чтобы их гости заболели от праздности. Впрочем, супруга Уоллеса Ретта в интервью «The New York Sun» утверждала, что у эскимосов нарастало депрессивное состояние, и беспокоилась, что «они обречены». В феврале все опять заболели инфлюэнцей и вновь попали в Бельвью. 17 февраля 1898 года Боаса известили, что Кисук при смерти; он скончался в тот же день.
После возвращения на Физербед-лейн 16 марта умерла Атангана, которая так и не оправилась после болезни и страдала одышкой. Боас отправил в коттедж своего аспиранта Альфреда Крёбера, который, по мнению К. Харпера, одним из немногих относился к ним по-человечески (возможно, потому что был ровесником Уисаакассака). Именно в его заметках сохранились свидетельства о кончине оставшихся членов семьи, а далее он опубликовал этнографическое описание эскимосов Пролива Смита, основываясь только на наблюдениях группы родни Миника, в Арктике он так никогда и не побывал. Боас рекомендовал Крёберу определить психологическое состояние Нуктака после смерти Атанганы; посредницей, вероятно, оказалась Эстер. Нуктак провёл траурный ритуал и следующие пять дней провёл дома, не двигаясь. Две смерти эскимосов подряд могли повредить репутации Музея естественной истории, поэтому через одиннадцать дней после смерти Атанганы газета «New-York Tribune» объявила, что аборигены «возвращаются домой, в Гренландию». В комментарии Ф. Боас разъяснял, что прямое сообщение с Гренландией отсутствует, поэтому доставку гренландцев осуществит со своей экспедицией лейтенант Пири. В действительности Роберт Пири вообще не интересовался их судьбой и ни разу не навестил, нет записей и в его дневнике; узнав о смерти Кисука, командир отправил в музей телеграмму, в которой осведомлялся, не делал ли абориген публичных заявлений. Уоллес предложил Боасу отвезти оставшихся четверых эскимосов на принадлежавшую ему ферму в Лоерсвилле в 160 милях от Нью-Йорка, чтобы они гарантированно дожили до лета, требуя на их содержание 12 долларов в неделю. Джесуп наложил резолюцию: «на усмотрение Уоллеса». В апреле на ферму переехали Нуктак, Авиак и Уисакассак; Миника временно отправили в дом Джесупа: он успешно адаптировался и полностью выздоровел. В Лоерсвилле за эскимосами ухаживала некая миссис Снайдер. Улучшения не произошло: 14 мая умер Нуктак, а местная газета The Cobleskill Index сообщала, что Авиак «сильно заболела чахоткой», тогда как её жених Уисаакассак здоров. Авиак умерла 24 мая, и Уисаакассак покинул дом и поселился в сарае: у эскимосов жилище, в котором скончался взрослый человек, становилось табу. Уоллес предложил поселить его у Мэтью Хенсона; действительно, эти двое обосновались на борту экспедиционного судна «Виндворд» в доке на Канал-стрит на Гудзоне. 2 июля корабль отправился в Гренландию, но Миник, который понравился Уоллесу, и хорошо адаптировался, волей Джесупа был оставлен в Америке.

## Миник Уоллес — американец (1898—1907)

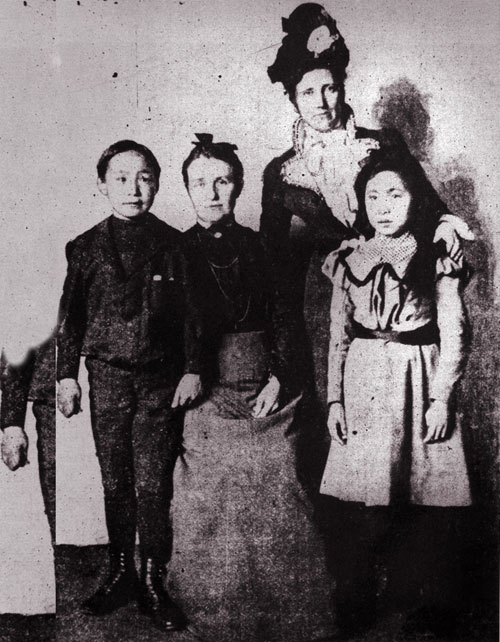
Миник и Ретта Уоллес (слева); справа мисс Миглер, сотрудница Музея естественной истории и её подопечная — эскимоска с Аляски

Когда Миник обосновался в семье Уильяма и Ретты Уоллесов, у них уже был 11-летний сын Вилли. Особенно благоволила к эскимосу Ретта, так как родившаяся у неё в 1895 году дочь не прожила и года. Уоллесу было 43 года, и он одиннадцать лет работал в Музее; к нему благоволил президент Джесуп. К моменту появления эскимосов Уильям занял пост коменданта здания Музея естественной истории. Миник больше всего боялся вернуться в музей, но, убедившись, что отношение к нему такое же, как к родному сыну Уоллесов, стал ещё быстрее прогрессировать в языке. В августе 1898 года Джесуп предложил Уильяму законно усыновить мальчика, и он получил документы на имя «Миник Пири Уоллес». Периодически статьи об эскимосе попадали в воскресные приложения газет, так как это соответствовало тогдашней идеологии приглашения и ассимиляции эмигрантов в «Америке — стране возможностей». Впрочем, хватало и расистских публикаций, одна из которых была озаглавлена «Укрощение маленького дикаря». Большинство журналистов сообщали, что Минику очень повезло, что из «своего мрачного края» он попал в Америку. В одной из статей эскимоса назвали «многообещающим экспериментом по воздействию цивилизации на одну из наименее известных аборигенных рас». По мере освоения английского языка Миник полюбил давать интервью, впрочем, «был себе на уме», редко отвечал на вопросы напрямую. Впрочем, он заявил, что сильно мёрзнет зимой, ибо в Гренландии сухо, а действию мороза подвержены только лицо и руки. Он легко находил компанию, был добросердечным и уступчивым. Осенью 1898 года было решено не отдавать его в школу, чтобы он не заболел и не подвергся слишком сильному стрессу, но Уоллесы отдали его в воскресную школу. Поскольку обучение шло быстро, в январе 1899 года Миник пошёл в государственную школу Маунт-Хоуп в Бронксе. Благодаря нанятому репетитору, Миник стал успевающим учеником, особенно ему нравилась арифметика и занятия спортом. Уоллес купил ему велосипед и научил кататься на коньках и ездить верхом на пони. Со временем он преодолел страх перед музеем и часто бегал к приёмному отцу. Научные работы Боаса и Крёбера шли своим чередом: с головы Миника сняли глиняный слепок, а учёные пытались практиковать гренландский язык, который он быстро забывал. Юный эскимос легко разъяснял название и назначение любого предмета из привезённых Пири, а когда вышла в свет книга «По большому льду», называл местности и людей, изображённых на фотографиях. Он не особенно тосковал по дому, и, когда в 1899 году секретарь Арктического клуба Пири Герберт Бриджмен предложил взять Миника переводчиком в спасательную экспедицию (с Пири пропала связь), Уоллес отказал, ссылаясь на его слабое здоровье. В Ииту взяли его фотографии для показа соплеменникам.
Приёмные родители и Джесуп, по-видимому, стремились дать Минику специальность учителя или миссионера, в расчёте вернуть в Гренландию, когда он станет взрослым. Сам он желал остаться в Америке и жить в сельской местности. К тому времени на свои сбережения Уоллес приобрёл две молочные фермы (в 1900 к ним будет куплена и третья), доставляя потребителям в Нью-Йорке 5000 кварт молока в день (для их охлаждения в железнодорожном вагоне требовалось шесть тонн льда). Также Уоллес основал пансион в Коблскилле и купил бывшую гостиницу за 2000 долларов — огромная сумма по тем временам, — превратив её в загородную усадьбу Колд-Спринг. Он явно стремился полностью заниматься своим бизнесом, и даже перешёл из пресвитерианской церкви в реформатскую, поскольку именно эта община имелась в Лоерсвилле. В 1900 году начался кризис: молочный бизнес Уоллеса терпел убытки, в ноябре против него было подано сразу три иска, после чего оказалось, что он использовал музейные фонды в личных целях. Он завышал цены на услуги и использовал сотрудников музея для работы на собственных предприятиях, которые оплачивались, например, как «очистка скелета слона от плоти», что проводилось на ферме самого Уоллеса. Брал он и «откаты» от постоянных поставщиков. Джесуп провёл собственное расследование и 11 января 1901 года Уильям Уоллес уволился «по собственному желанию». То, что Джесуп всё «спустил на тормозах», объяснялось тем, что его доверенный сотрудник был в курсе крайне прибыльной торговли Пири с эскимосами, так как обменянные на ширпотреб, древесину и боеприпасы меха, шкуры, моржовая кость, и прочее, проводилось по фондам Музея как «экспонаты», не досматривались на таможне и не облагались пошлиной. Джесуп возглавлял одновременно Музей естественной истории и Арктический клуб. Осенью 1898 года Пири лично ему отправил дар с мыса Йорк — 17 бивней нарвала. Не брезговал он и грабежом: в 1908 году присвоил принадлежавшие Фредерику Куку 200 шкурок лисиц, и неназванное число моржовых и нарваловых бивней приблизительной стоимостью 10 000 долларов. Кук впоследствии утверждал, что за двадцать лет своих экспедиций Пири заработал на неэквивалентной торговле около миллиона долларов. Миссис Пири к 1909 году продала метеорит «Мыс Йорк» за десятитысячную акцию U.S. Steel и пятьдесят тысяч долларов, жалуясь при этом в прессе, что «живёт исключительно на иждивении друзей». Уоллес, по-видимому, пытался шантажировать Джесупа, сохранить место не сумел, но, по крайней мере, избежал судебного преследования.
Семейство Уоллесов устояло, и больше времени проводило на ферме; просьбы Уильяма о компенсации расходов на эскимосов и лично на Миника остались без ответа. Весной 1903 года его госпитализировали в больницу Фордхэм с подозрением на туберкулёз, которое не подтвердилось. От последствий пережитого Ретта Уоллес к началу 1904 года заработала тяжёлый сердечный недуг, от которого скончалась 29 марта, её похоронили на семейном участке кладбища Коблесскилл. Ликвидировав дела и избавившись от убыточной недвижимости, Уильям отослал сына Вилли к деревенским родственникам жены, а сам с Миником поселился в пансионе в Пелэм-Бэй в Лонг-Айленде. Юноша прогрессировал физически и выиграл несколько призов по плаванию и бегу на коньках. Он также стал опытным наездником и стрелком. Однако Уоллес более не был в состоянии платить за школу, и вместе с Миником устроился в фирму по продаже недвижимости.

## Борьба за возвращение (1907—1909)
В январе 1907 года газета New York World, принадлежащая Пулитцеру, опубликовала на целый разворот материал с названием «Верните мне тело моего отца!» Предыстория была такова: после кончины Кисука в 1898 году, его тело считалось собственностью Музея естественной истории и было выдано для препарирования и использования в научных целях. Для малолетнего Миника устроили фиктивные похороны, которыми А. Крёбер воспользовался, чтобы описать некоторые нюансы погребального ритуала (переводчицей служила Эстер Энунтсиак). Вскрытие тела усопшего Кисука производил Алеш Грдличка, который участвовал в медицинском освидетельствовании эскимосов после их доставки в Нью-Йорк; в 1901 году антрополог выпустил статью «Эскимосский мозг». Через четыре дня после публикации 1907 года У. Уоллес написал письмо М. Джесупу о финансовой поддержке Миника, которая давным давно прекратилась, составив за все годы всего 200 долларов. Вскоре появилась ещё одна публикация в Washington Post: 1 января 1907 года некий Честер Бикрофт (бывший актёр) добрался до секретаря Белого дома с вопросом «обеспечения надлежащего образования Миника». В заявлении Бикрофта казус с эскимосом признавался позорным, ибо Миник — «это гость нашей нации и одновременно её узник». Уоллес к тому времени работал в ремонтной бригаде Нью-Йоркского метрополитена, и лично обратился к секретарю президента Рузвельта, указывая, что не знаком с Бикрофтом и не просил обращаться от своего имени. Параллельно миссис Уоллес (Уильям женился вторично) просила не доводить дело до президента. Памела Уоллес была вдовой Ричардсона — учёного Музея естественной истории, совершившего в 1887 году экспедицию для полевого изучения индейцев Монтаны. Её опасения оказались не напрасны: Джесуп одновременно передал для новой экспедиции Р. Пири 20 000 долларов и уволил её сына от первого брака «за непригодностью к музейной работе». 22 января 1908 года Джесуп скончался, оставив почти 13-миллионное состояние. В завещании упоминался 61 человек, из которых только трое были кровными родственниками. Ни малейших упоминаний об устройстве судьбы Миника в завещании не было.
Усилия У. Уоллеса и Ч. Бикрофта не совпадали: Уильям стремился обеспечить своему пасынку (у которого близилось совершеннолетие, наступавшее с 21 года) минимальный финансовый фундамент, тогда как Бикрофт поставил в центр своей кампании выдачу костяка Кисука, выставленного в витрине Музея естественной истории, и возвращение останков на родину для надлежащего захоронения. К тому времени Миник уже был готов вести самостоятельную жизнь. Некоторое время он квартировал у Честера Бикрофта, а далее поселился в пансионе на Сорок четвёртой стрит. Здоровье его оставалось плохим: в ноябре 1908 года его вновь госпитализировали с диагнозом «пневмония». Школу он так и не закончил, а зарабатывал на жизнь в той же бригаде ремонтников, что и его приёмный отец; далее он перешёл на строительство линии на Шестой авеню. И Миник, и Уильям пытались добраться до Роберта Пири и упросить его забрать эскимоса в Гренландию: в прессе широко освещалась подготовка новой экспедиции. Наконец, письмо Уоллеса от 23 июня 1908 года достигло Арктического клуба и через три дня Пири ответил, что его корабль слишком переполнен, чтобы взять Миника с собой. Шумиха в прессе оказалась такой силы, что привлекла внимание внешнеполитического ведомства Дании, хотя родные места Миника в те времена ещё не были объявлены датским владением. Датский консул в Нью-Йорке запросил Музей естественной истории об обстоятельствах дела, а далее встретился и с самим Миником. В Копенгаген он доносил, что дело о скелете Кисука раздуто самим Уоллесом по финансовым соображениям, а желание Миника вернуться в Гренландию, скорее, объясняется тем, что «ему слишком много рассказывали, что такое тоска по родине». Франц Боас полагал, что возвращение Миника в Гренландию будет преждевременным, но консул заявил, что «Миник вряд ли разовьётся в США хотя бы до полуцивилизованного состояния» и рекомендовал отправить его в Южную Гренландию, чтобы он заново научился языку и обычаям.
В январе 1909 года Миника пригласили на 15-летие Арктического клуба Пири: решался вопрос об отправке экспедиции для поисков Ф. Кука и эскимосу гарантировали место на борту. Благодаря Клубу в феврале Миника зачислили в Манхэттенский колледж, но он почти сразу прекратил занятия из-за пневмонии — третье заболевание за неполные два года, а далее отказался вернуться, ибо устал «ощущать себя ярмарочным уродом». 3 апреля, имея всего пять долларов в кармане, он отбыл из города, отправив письма Бикрофту и Уоллесу. Они обратились в полицию, оказалось, что Миник побывал у брата Бикрофта Уилла в Депозите, далее отправился в Олбани. В конце концов он добрался до Монреаля, потеряв почти всё имущество и серьёзно заболев. Поднявшаяся в прессе шумиха заинтересовала актрису Весту Тилли, которая предложила оплатить возвращение Миника из Канады; в Монреаль отправился Честер Бикрофт. К тому времени молодой человек добрался до Квебека, выдавая себя за индейца, и, несмотря на озлобленность, был рад появлению Бикрофта. Веста, познакомившись с ним, заявила, что надежды на Арктический клуб мало, нужно заинтересовать правительство и предложила устроить концерт для сбора средств.
Пока Миник добирался с Бикрофтом до Нью-Йорка, в газете San Francisco Examiner вышла статья с громким заголовком: «Почему брошенный Пири эскимосский мальчик хочет его пристрелить?» Статья была основана на подлинных интервью с Миником, Бикрофтом и Уоллесом, и содержала максимальное число подробностей. Задавался и риторический вопрос: «хотел бы Роберт Пири, чтобы его дочь увезли в Арктику и бросили на попечение какого-либо доброго эскимоса?» Минику приписали фразу: «Я бы застрелил мистера Пири и директора музея»; завершалась публикация провокационным вопросом: «А если он встретится с Пири?» Статья возмутила Джозефину Пири, но секретарь Клуба Бриджмен и дирекция Музея естественной истории объяснили ей, что лучшей политикой будет полное игнорирование. Яростные комментарии Миника и Бикрофта, по мнению Кенна Харпера, демонстрировали, насколько сильно оба они не понимали ни психологии северогренландцев, ни действий Р. Пири. Обвиняя Роберта, что он игнорирует Миника, «потому что боится, что эскимосы узнают правду о соплеменниках» и перестанут сотрудничать, они недооценивали зависимости эскимосов от утвари, древесины и оружия, поставляемых американцем, и прагматизма арктических аборигенов. Между тем Бриджмен и Джозефина понимали, что если Пири и в этом сезоне не достигнет полюса, то обвинения Миника и негативный настрой американской прессы сильно осложнят сбор средств для следующей попытки. В этих условиях Герберт Бриджмен взялся устроить отъезд Миника. Это совпало с организацией партии для поисков Ф. Кука: на собранную сумму удалось нанять шхуну «Джини», капитаном которой пошёл Сэм Бартлетт — дядя капитана Боба Бартлетта, командира экспедиционного судна Пири. Поход рассматривался как вспомогательное мероприятие Арктического клуба. Перед отплытием Бриджмен заставил опекунов Миника подписать соглашение о лояльности, и взял такую же клятву с него самого. 10 июля молодой человек отправился бесплатным рейсом на пароходе «Розалинда» в Сент-Джонс, где ему предстояло взойти на борт «Джини».

## Возвращение в Гренландию (1909—1916)

### Адаптация

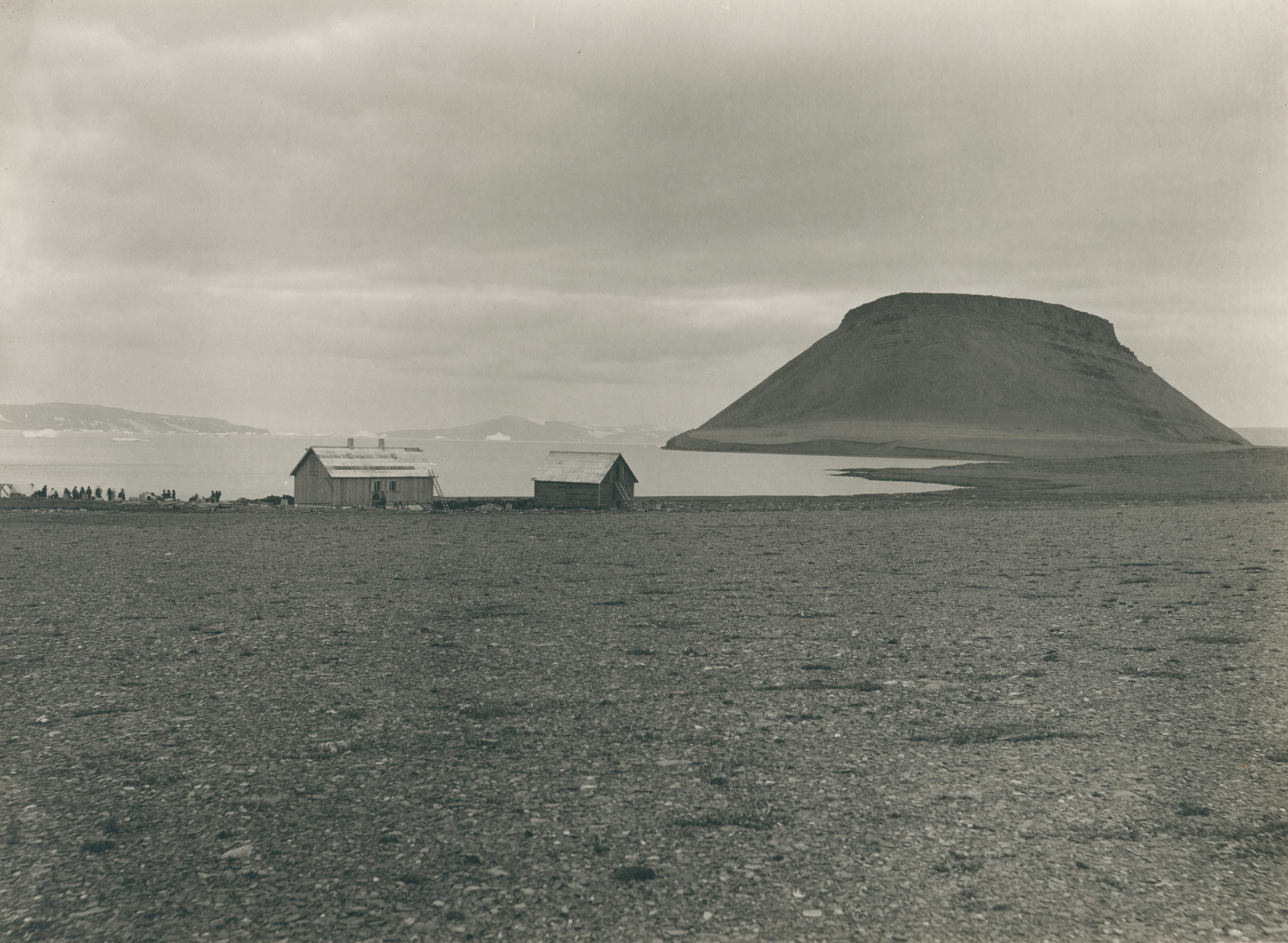
Лютеранская миссия «Нордстьерн» в Уманаке. Фото августа 1909 года

Ожидание в Сент-Джонсе составило три недели; в местной прессе печатались издевательские материалы, что эскимос курил, играл в бильярд и пил неразбавленный бренди, что «являлось несомненным доказательством полученного им образования». Общался с ним преимущественно англиканский миссионер Арчибальд Флеминг, для которого Миник явился первым виденным в жизни эскимосом. 3 августа «Джини» наконец отплыла, прибыв в залив Мелвилл 22 августа. Здесь находилось экспедиционное судно «Рузвельт» на борту которого был вернувшийся Пири; «Джини» везла запас угля на обратный путь в Америку. Миник совершенно не мог объясняться с соотечественниками, но охотник Гарри Уитни разъяснил эскимосам, что это давно сгинувший их соотечественник, сын Кисука, «ставший белым человеком». Как сообщалось в прессе, Пири перед отправлением выделил ему комплект меховой одежды, некоторую утварь и два ружья. Миника заставили подписать перечень снаряжения, якобы передаваемого ему, однако, по свидетельству датского миссионера Густава Ольсена, не связанного с американцами, у эскимоса из имущества была только одежда, которую он носил. Родившийся в Гренландии Ольсен представлял датскую лютеранскую миссию «Нордстьерн», разместившуюся в Уманаке; священника сопровождали жена Анне София и катехизатор Секман Росбах с женой Эмилией. В местном эскимосском стойбище было пять каменных иглу и 34 постоянных обитателя. У Миника здесь жили двоюродные братья Инукиток, Ивик и Игиангуак, и кузина Инугарсук, а также двоюродный дед Сокак, который взял его к себе в дом, чтобы научить языку и навыкам выживания в Арктике. Сокак считался лучшим каюром в регионе, сын его Эри являлся племенным шаманом; пасынок Маджак по профессии был сказителем, и когда-то обменялся женой с Кисуком — отцом Миника.
Миник подружился с катехизатором Росбахом, с которым они едва ли могли общаться (датчанин не знал английского языка) и вместе осваивали северогренландский язык с нуля. Их дружба с Секманом и Эмилией продлилась до завершения миссии в 1915 году. В первый охотничий поход оба отправились 25 августа и тогда же «белый эскимос» добыл своего первого тюленя: по некоторым сообщениям, Пири напоследок всё-таки оставил ему винтовку и дробовик. За последующие два года он стал отличным охотником и следопытом, но довольно быстро столкнулся с тем, что ему не о чем разговаривать с эскимосами; ему не хватало общения по-английски. Летом 1910 года Гарри Уитни прибыл в Ииту на пароходе «Беотик» (им командовал Боб Бартлетт), устроив охотничью экспедицию. Для неё было нанято множество охотников, включая Миника. Кроме охоты и ловли зверей для зоопарков, Уитни хотел отыскать в Аноритуке тайник с документами, удостоверявшими достижение Северного полюса Фредериком Куком в 1908 году. Миник оказался на своём месте, так как в полном объёме владел английским языком и помогал расспрашивать ассистента Кука по имени Этукишук (Иттукусук). Так он узнал о великом споре о приоритете в покорении полюса, который был в США в самом разгаре. Также Миник смог отправить письма в Америку, одно из которых адресовалось Весте Тилли. Эпистолы свидетельствуют, что он быстро стал забывать письменный английский язык. В письме, адресованном Честеру Бикрофту, Миник заявил, что «докопался до сути», и что никто из эскимосов, даже сопровождавших полюсный отряд Пири, не верили, что тот далеко продвинулся после того, как расстался с последними белыми экспедиционерами. «Кука все любят, и каждый эскимос хорошо отзывается о нём и надеется, что он имеет честь перед Пири, не так ли?».

### Миник, Расмуссен и Фройхен

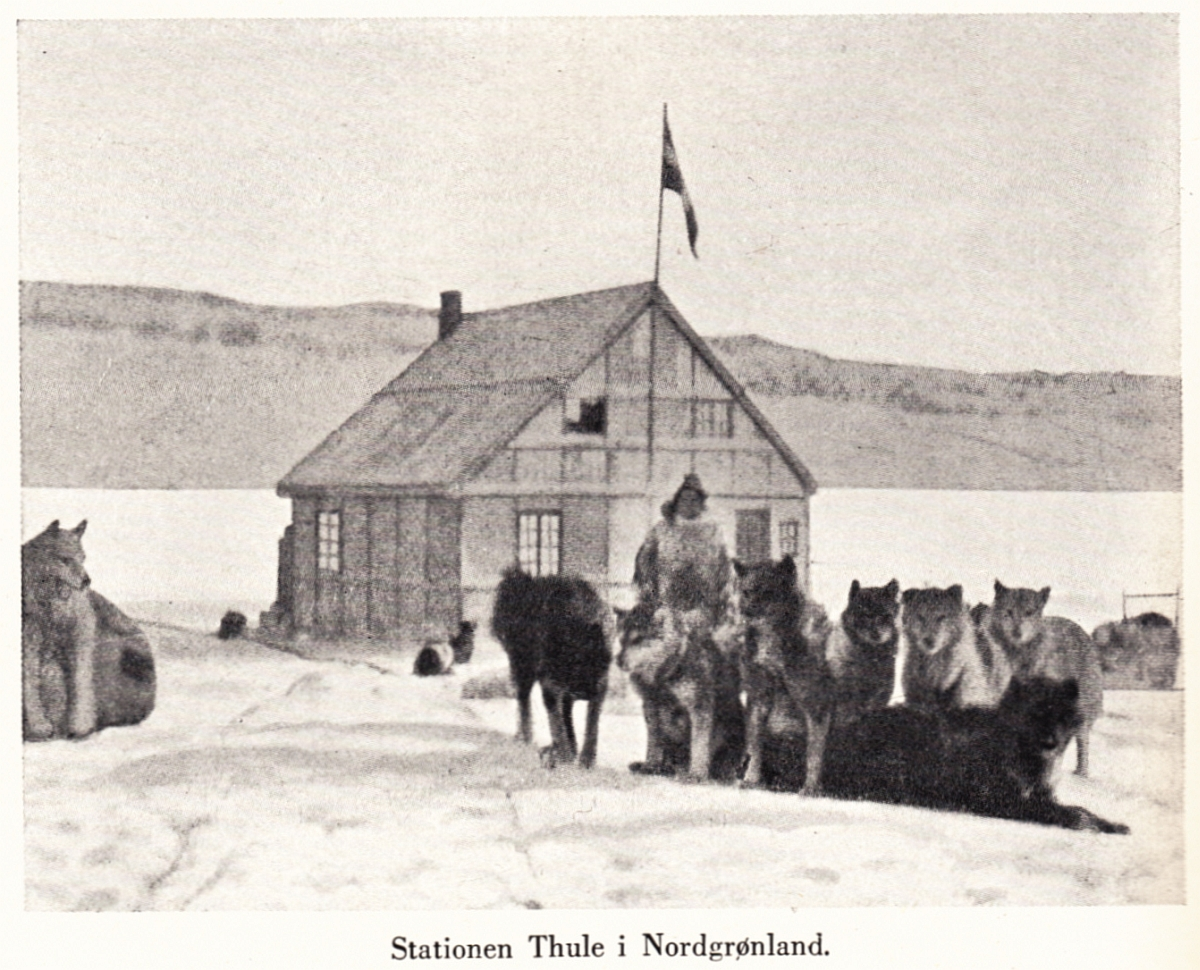
Фактория Туле в 1910 году

19 августа 1910 года в заливе Нордстьерн высадился Кнуд Расмуссен, задумав основать торговый пост, который должен был исправить ошибку Роберта Пири: после прекращения экспедиций эскимосы лишались регулярных поставок металлической утвари, древесины и боеприпасов. Своё предприятие он назвал «Туле» — в честь мифической земли древних греков. Расмуссен имел гренландские корни (из Диско) и первым его языком был эскимосский. Прибыль от торговли датчанин планировал направить на научные исследования: картографирование Северной Гренландии, фиксацию фольклора и исторических преданий полярных эскимосов, а в перспективе — комплексное исследование всех эскимосских племён вплоть до Берингова пролива. Собственно, миссия «Нордстьерн» в немалой степени была поддержана Расмуссеном, а Ольсен был его другом детства. Кнуда Расмуссена сопровождал опытный путешественник Петер Фройхен; свою факторию он построили под сенью горы Дандас, позднее переименованной в Туле.
К концу лета 1910 года Миник уже покинул дом своего двоюродного деда и поселился вместе с Утой (Уутаком) — участником полюсной экспедиции Пири, чья семья насчитывала четыре человека. В августе Миник добыл своего первого белого медведя, подтвердив квалификацию охотника. Далее он переселился к Инукитоку — тоже участнику команды Пири, которого Роберт именовал в дневнике «Харриган» — в честь персонажа бродвейского мюзикла. Жена Инукитока по имени Малавиака прислуживала в миссии Ольсена. В результате произошло знакомство с Расмуссеном и Фройхеном, и Миник получил оплачиваемое место разнорабочего и угол в доме «Туле». Миник должен был обеспечить первенство в закупках охотничьей добычи и всех интересных находок, а также добывать мясо для кормления ездовых собак. Кроме того, Миник получил от Уитни запас чая и табака, которых должно было хватить до следующего года. Расмуссен отметил, что его новый ассистент с трудом изъясняется по-гренландски, зато по-английски говорит как «урождённый американец», он считал, что Миник должен оказать весьма и весьма позитивное воздействие на соплеменников и демонстрировал, что даже «цивилизованный человек» может приспособиться к жизни первобытных охотников. Ещё ближе Миник сошёлся с Фройхеном, с которым вместе ходили на охоту в сентябре, а затем Петер одолжил у него ездовую упряжку. В декабре они ездили в обстановке полярной ночи на юг. Расмуссен устроил общее празднование Рождества, на которое собрался и весь персонал миссии, и всё стойбище аборигенов — двадцать один человек. В списке приглашённых значился и «Мене Уоллес» с собственноручной подписью.
В августе 1911 года после ссоры с миссионером Ольсеном Секман Росбах занял должность помощника Фройхена, а его жена Эмилия — экономки фактории. В октябре 1911 года Миник решил обзавестись семьёй: молодую женщину по имени Арнаннгуак предложил ему Маджак — человек, много лет назад женившийся на матери самого Миника. Собственно, Маджак хотел устроить жизнь Фройхена, к которому отказалась приезжать невеста из Дании. Арнаннгуак страдала косоглазием, и, «хотя не была лишена достоинств» (как выразился Фройхен), Петер постарался мягко отказать. Миссионер Густав Ольсен узнал, что она обихаживала сразу четырёх молодых охотников, поселившихся в «мужском доме», что считал возмутительным. Фройхен, впрочем, негативно относился к миссионерам и считал, что «свободные» нравы эскимосов соответствовали их крайне суровой жизни в арктической природе, когда выживание должно быть достигнуто любым путём. Тем не менее, когда Миник изъявил желание связаться с Арнаннгуак, это обеспокоило Расмуссена, но он дал молодой семье прибежище: у охотника всё ещё не было собственного дома, что было обязательным условием для свадьбы. Женитьба явно положительно сказалась на Минике, он воспрял духом и не так назойливо вспоминал об Америке и не фантазировал о невероятных приключениях там. Впрочем, семейная жизнь не задалась: Фройхен характеризовал Арнаннгуак как «невероятную лентяйку», которая почти ничего не умела делать по дому. Миник всё чаще стал отлучаться на охоту, но не давал жене права на обмен с другим мужчиной. Чтобы соблюсти приличия, Арнаннгуак привела в Туле совсем юную сироту Мекупалук, чьи родственники умерли в эпидемию. Сменив имя на Наварана, она стала женой Фройхена; после этого Миник расстался с Арнаннгуак. По неизвестным причинам, прервалась и дружба с Фройхеном. В конце жизни датчанин вспоминал о Минике как о «несчастном парне с плохим характером», который доставил им с Расмуссеном множество неприятностей. Соплеменники также считали возвращенца «неразумным и безответственным», хотя и признавали его отличные навыки следопыта и охотника. Кенн Харпер предположил, что причиной ссоры Фройхена и Миника стало то, что именно Миник явился биологическим отцом первенца Навараны, названного в честь её деда Мекусаком.

### Экспедиция Макмиллана

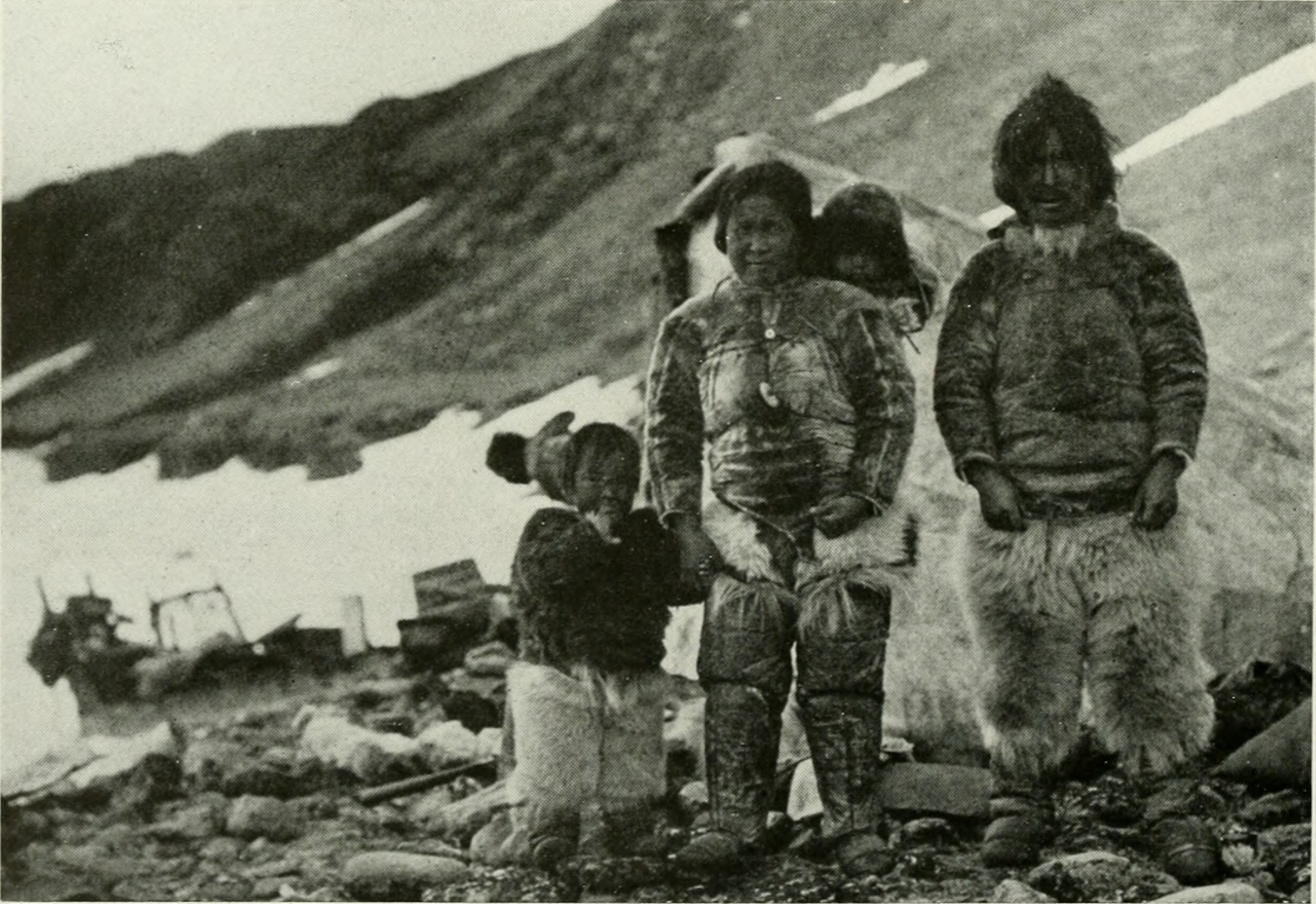
Участник покорения Северного полюса Уутак с женой и детьми. Фото 1917 года

Летом 1913 года в Гренландию прибыла экспедиция Дональда Макмиллана — помощника Пири в его последней экспедиции, который хотел отыскать «Землю Крокера», якобы наблюдаемую к северо-западу от острова Аксель-Хейберг. Макмиллан, как и его патрон, рассчитывал основать стационарную базу на острове Элсмир, но льды вынудили высадиться в Иите. Здесь была воздвигнута база Боруп-Лодж, названная в честь ещё одного участника путешествия Пири. Макмиллан взял с мыса Йорк проверенных людей — три семьи опытных охотников, которых присоединили к девятнадцати мужчинам, женщинам и детям, уже обитавшим в Иите. Многие окрестные стойбища также стали туда подтягиваться, в конечном счёте, в распоряжении Макмиллана оказалось шестьдесят эскимосов. Миник, расставшись с женой, жил в доме Уутака и вместе с ним решил присоединиться к американцам. Макмиллан, который очень плохо говорил на языке инуктун, нанял Миника, который ещё сохранял английский язык. Ближе всего Миник сошёлся с врачом Хантом, и Макмиллан разрешил им в декабре поехать на собаках в Туле, чтобы оказать по пути медицинскую помощь всем нуждавшимся в ней. После возвращения Миник вошёл в упряжной отряд ветеранов Северного полюса: Уутака и Иггианнгуака (Эгингвы).
Поход на поиски Земли Крокера начался в феврале 1914 года, силами 19 человек на пятнадцати нартах, запряжённых 165 собаками. Миник состоял при Макмиллане и Пиугаттоке (бывшем муже Аллакасингвы). Из Ииты вышли 13 февраля в пятницу в сорокавосьмиградусный мороз (по Фаренгейту). На первой же ночёвке оказалось, что на базе оставили табак, и Миника немедленно отправили обратно. Однако морозы не стихали, и пришлось вернуться всем. Повторный старт состоялся только 11 марта: караван должен был пересечь пролив Смита, всю северную часть Элсмира. Для пересечения ледника в Бейтстад-фьорде пришлось вырезать ступени в его поверхности и перемещать вручную 4000 фунтов груза. Не выдержавшие тягот Миник и Таутсингуак дезертировали и отправились обратно в Ииту, взяв с собой 16 лучших собак и большое количество провианта. Макмиллан не скрывал в своём дневнике гнева и опасался, что экспедиции не хватит припасов. Он также обвинял Миника в желании воспользоваться женой Таутсингуака. В поход по дрейфующим льдам пошли только Макмиллан, Фицхью Грин и эскимосы Пиугатток и Этукишук, убедившись, что в точке Земли Крокера нет ничего; Пири наблюдал, в лучшем случае, мираж. Грина с Пиугаттоком отправили на съёмки побережья острова Аксель-Хейберг, точных карт которого не существовало. Спустя шесть дней американец вернулся один, утверждая, что его упряжка погибла под лавиной, а эскимос попытался его бросить. Тогда Грин застрелил его из винтовки, сделав два выстрела в спину и в затылок. Макмиллан после возвращения сообщил остальным, что эскимос погиб под лавиной, не учтя, что спутник Ф. Кука Этукишук в достаточной степени овладел английским, чтобы понять бессвязные речи Грина.
В апреле 1914 года Миник сопровождал в Боруп-лодж Фройхена, который опасался конкуренции со стороны американцев. Далее он провёл лето в Уманаке с учёными Элмером Экблоу и Морисом Танкуари, которые восстанавливались от обморожений, полученных в зимнем походе, в Туле. Миник и его товарищи эскимосы помогали добывать собачий корм, удостоившись в дневнике похвалы Фройхена. Экблоу и Росбах далее отправились с Миником на мыс Парри и чуть не были унесены в море отколовшимся полем молодого льда во время шторма. В феврале 1915 Миник встретился с доктором Хантом, прося содействовать его восстановлению в экспедиции. Он покаялся перед Макмилланом и просил дать второй шанс. 10 апреля 1915 года Макмиллан лично убедился в навыках своего охотника, со временем он сделался его персональным погонщиком и проводником. Летом того же года стало ясно, что экспедиция застряла в Арктике: в предыдущем году судно не пришло (началась Первая мировая война), а спасательная шхуна «Джордж Б. Клюэтт», прибывшая летом 1915 года, была повреждена льдами настолько, что не могла отправляться и осталась зимовать. Из Ииты до Уманака пришлось добираться на моторной лодке Фройхена. На шхуне с инспекцией находился давний недруг Макмиллана Отис Хоуи, член правления Музея и комитета экспедиции, который устроил скандал из-за невозможности вернуться. Хоуи во время зимовки попытался вербовать эскимосов, чтобы они работали живыми экспонатами Музея естественной истории и Миник убедил его вернуть себя в США. Зимой 1915 года эстафетой по санному пути Хоуи отправил просьбу прислать ещё одно спасательное судно. 29 июля 1916 года на борту повреждённого «Клюэтта» Миник вторично отправился в Америку; О. Хоуи явно не одобрял этого решения. Петер Фройхен не скрывал радости и откровенно писал, что в Туле счастливы от него избавиться. Он же в рукописи своих мемуаров 1955 года отметил, что разум Миника «был отравлен многолетним пребыванием в Америке; нигде более он не мог обрести счастья». В печатном тексте книги эти строки отсутствовали.

## Вновь США. Жизненный финал (1916—1918)
На пристань Нью-Йорка Миник повторно ступил 21 сентября 1916 года, дойдя на пароходе «Стефано», следовавшем из Сент-Джонса. Его встречал друг детства Джон Кларк, в доме которого в Бруклине Миник отужинал, сообщив при этом, что «яркие огни Бродвея привлекательнее северного сияния». Далее он снял номер в отеле «Макэлпин» и немедленно созвал пресс-конференцию. От Макмиллана он знал, что разбирательства о полярном приоритете между Пири и Куком не завершились; его датские друзья тоже поддерживали разные стороны в споре: у Расмуссена не сложилось определённого мнения, тогда как Фройхен не сомневался в достижении Пири. На пресс-конференции Миник заявил, что привёз из Гренландии сенсационные свидетельства очевидцев. Газетные редакции не проявили большого интереса, однако с ним связался лоббист Кука Эрнст Рост, пригласив эскимоса в Вашингтон. Впрочем, поездка так и не состоялась. Миник более не представлял сенсации, как во время его отъезда семь лет назад. Чтобы заработать, он играл самого себя в водевиле на Бродвее, где выходил на сцену в эскимосском одеянии. Переболев в октябре, он перешёл в другое шоу, где также изображал стереотипного «дикаря». В декабре Миник вышел на сцену Карнеги-холла с норвежским путешественником Кристианом Леденом на благотворительной лекции в пользу Военного фонда помощи слепым. Он заявил, что на Севере его не устраивала только «тоскливая однообразная жизнь без благ цивилизации», тогда как климат Гренландии был несомненно здоровее. Восстановились отношения с Бикрофтом и приёмным отцом Уоллесом, который так и не сумел подняться в социальном отношении. Далее Миник обратился в Музей естественной истории за пятьюдесятью долларами, положенными за естественнонаучные наблюдения, заказанные Экблоу; деньги он получил. В самом начале 1917 года Миник подал заявление на получение американского гражданства; его июньская анкета сохранилась в материалах военной переписи населения. Сначала он именовался Миник Кисук, но затем вернулся к прежнему именованию Миник Пири Уоллес; имя он иногда писал как «Мене».
В первую половину 1917 года Миник зарабатывал в механической мастерской, предприняв попытку найти работу на Аляске, где проживали эскимосы, «приобщившиеся к цивилизации». Он даже побывал на приёме у менеджера Alaska Mines Corporation, но в конечном счёте так ничего и не добился. Во второй половине года он скитался по Мэну и Массачусетсу, побывал в Пенсильвании, где жила его старая няня из дома Уоллесов. В бостонском агентстве по трудоустройству ему нашли работу по лесозаготовке в Нью-Гэмпшире, в городе Питсберг, и даже оплатили билет на поезд. Ставка в фирме Connecticut Valley Lumber составляла 50 центов в день, но предстояло ещё вернуть долг за билет. Разношёрстные и говорящие на разных языках работники жили в бараке, пока не становилась ясной их квалификация. Горный лес валили и очищали от сучков, а затем сносили вниз к замёрзшей реке, чтобы после ледохода гнать плоты на лесопилки. Миник начинал как болотоход, расчищающий маршрут для гати. За зиму он поднялся до должности скалера, который оценивал, сколько досок выйдет из того или иного бревна. Миник рассчитывал написать автобиографию, которая заинтересовала бы газетчиков или издателей, поэтому построил хижину на кладбище, где хоронили рубщиков или плотогонов; только здесь можно было уединяться. О судьбе рукописи неизвестно ничего. После таяния снега и вскрытия льда для рубщиков и скалеров наступал сезон безработицы до следующей осени, однако Миник познакомился с местным фермерским семейством Холлов (его представитель по имени Эфтон, несколько старше Миника, тоже работал вальщиком леса) и перебрался к ним на всё лето и осень. Он освоил работу в поле и дойку, за что получил крышу над головой и пищу: семейство было слишком бедно, чтобы платить жалованье. Осенью новые сезонные рабочие на лесных делянках привезли в округ испанский грипп. Когда недужные Эфтон и Миник добрались до семейной фермы, они застали там заболевших отца и мать. Миник скончался 29 октября: пневмония добила его за неделю. Эфтон Холл известил об этом Джеймса Бикрофта; тело по требованию санитарных властей было предано земле на местном кладбище Индиан-стрим. Миник перед смертью много говорил о братьях Бикрофт, и Эфтон нашёл только адрес Джеймса среди бумаг Миника. Отец Эфтона выжил после «испанки», а сам он вместе с матерью переболел обычной формой гриппа. Эфтон Холл скончался 93-летним в 1969 году, был похоронен близ Миника на Индиан-стрим. Племянник Холла установил над могилой Миника каменный памятник, чтобы захоронение не забылось.

## Память
В 1934 году в гренландской газете Avangnaamioq Секман Росбах опубликовал биографию Миника, которая оставалась единственной на ближайшие полвека и даже была перепечатана в 1982 году официозом Atuagagdliutit. Росбах серьёзно воспринял многие фантазии Миника о его жизни в Америке, в частности, что Музей естественной истории или некий благотворитель обещали ему 20 000 долларов. Росбах утверждал, что если отыскать деньги, оставшиеся после смерти эскимоса, это позволит построить в Туле хорошие дома. Биографией Миника с конца 1970-х годов занимался канадский бизнесмен и историк Арктики Кенн Харпер, книга которого под разными названиями издавалась в 1986, 2000 и 2017 годах. Первое (канадское) издание 1986 года, самостоятельно выпущенное ограниченным тиражом, предназначалось только для заказа почтой. Новое издание 2000 года было снабжено предисловием Кевина Спейси, который собирался приобрести права на экранизацию. Рецензент Рассел Портер (Колледж Род-Айленда) высоко оценил работу К. Харпера, поскольку писатель-историк не стал сводить биографию своего героя к «моральной пьесе, в которой Пири и ему подобные смиренно взвалили бы на себя ту вину, которую мы готовы возложить на них, а Миник сделался бы простым предметом жалости». Кевин Спейси в своём предисловии отмечал, что случайно узнал о книге из газетной статьи, ещё в те времена, когда она продавалась в магазине автора на Баффиновой Земле. Спейси впервые столкнулся с «сагой об освоении Арктики», поданной через восприятие эскимоса, тем более, что только стойкость и навыки выживания этого народа позволили Роберту Пири совершить эпохальные путешествия. Однако Пири предстаёт чёрствым эгоистом, который много лет игнорировал просьбы Миника вернуть его на родину. Истинным завершением «золотого века полярных путешествий» оказывается «слишком краткая и слишком печальная» жизнь эскимоса Миника. Одновременно эта жизнь созвучна мифу: «Когда мы достигаем завершения великой истории, наступает момент, когда следует хранить тишину».
Рецензент Нэнси Лурье отмечала, что книга «очень хорошо написана» и при этом основана на солидной документальной базе. Напротив, обозреватель «The Washington Post» назвал книгу «бесхитростной», главной ценностью которой является собранный документальный материал. В «узости взгляда» на рассмотренную историю укорял автора и Роджер Гатман, впрочем, признавая, что сюжет достоин пера Мелвилла. Мелоди Герр («Bulletin of the History of Archaeology») подчёркивала, что первое издание 1986 года инициировало общественное движение, завершившееся принятием Закона о защите и репатриации могил коренных американцев, благодаря которому останки отца Миника Кисука и ещё трёх его сотоварищей по несчастью (Нуктака, Атанганы и Авиак) были возвращены и упокоены в Гренландии. Патрисия Лимерик (Университет Колорадо) уточняла, что к изданию 1986 год большое внимание было привлечено негативной реакцией Американского музея естественной истории и сенсацией вокруг возвращения останков, раздутой шесть лет спустя. Кёртис Хинсли (Университет Северной Аризоны) отмечал, что непрофессиональным историком Харпером двигало желание восстановить справедливость, и он весьма дотошен, следуя своим источникам. Рецензент соглашался, что именно публикации Харпера «вызвали священный ужас» у руководства Музея естественной истории.
Рассел Портер рецензировал также значительно дополненное издание 2017 года, являющееся результатом двух десятилетий новых архивных изысканий, предпринятых Кенном Харпером. Добавились иллюстрации, а также была раскрыта роль Эстер Энутсиак. Презентация издания 2017 года прошла 25 сентября на международном фестивале писателей в Оттаве. Кенн Харпер во время выступления отметил, что руководство Музея естественной истории никогда не приносило извинений перед памятью погибших эскимосов:

Они могли сказать: «Это всё когда-то произошло. Ответственные за это люди здесь уже не работают, да и вообще их уже нет в живых. Сегодня мы просвещённое учреждение, и подобные вещи здесь больше не повторятся». <…> Они последовательно отказываются это сделать.
Куратор Американского музея естественной истории категорически отверг как факт публичной демонстрации скелета отца Миника (это доказывается отсутствием следов сверления, необходимого для монтажа костяка), а также то, что возврат останков эскимосов в Гренландию стал следствием публикаций К. Харпера. Казус Миника и его соплеменников в Музее естественной истории занимает немалое место в магистерской диссертации Кайлы Шипски (Колледж в Баффало, Университет штата Нью-Йорк) «Споры о Северном полюсе 1909 года и трактовка статуса гренландских инуитов: историческая перспектива». Она отметила, что ни в одной юбилейной публикации Музея, приуроченной к 125-летию учреждения, вообще нет упоминаний о привезённых Пири аборигенах.
Благодаря работе К. Харпера, судьбой родственников Миника заинтересовались журналисты Миро Чернетиг из The Globe and Mail и Уильям Клэйборн из Washington Post. Привлекли даже правнучку У. Уоллеса — Венди, работавшую тогда в Саудовской Аравии. Сам К. Харпер отрицал всякую связь между своей деятельностью и принятием Закона о защите и репатриации могил коренных американцев, тем более, что уроженцы Гренландии под него не подпадали. Официальный запрос на возврат останков в Каанаак последовал в 1993 году от датского археолога Йёргена Мельгора (Национальный музей Дании) и археолога-эмерита Музея естественной истории Эдмунда Карпентера; кости были возвращены военным авиарейсом 28 июля 1993 года. 1 августа прошли церковные похороны, на которых присутствовало около ста человек, в том числе инициаторы возвращения останков и мэр Каанаака.
В 1997 году над братской могилой отца Миника и остальных эскимосов в Каанааке установлен памятник с надписью на гренландском языке «Они вернулись домой» (гренл. Nunamingnut Uteqihut). Церемонию провели королева Дании Маргрете II и принц Хенрик. Имя «Миник» стало популярным у аборигенов Гренландии. Телеканал PBS в 2009 году выпустил документальный фильм «Миник, забытый эскимос», консультантами-ведущими которого являлись антрополог Айра Джекнис, куратор Музея естественной истории Дэвид Херст Томас и историк Арктики Брюс Хендерсон. В 2016 году на фестивале искусств «Алианаит» в Икалуите Национальная театральная школа Гренландии представила пьесу «Миник».
Оставшиеся после смерти Миника документы сохранялись в семействе Холлов, они включали копию заявления на получение гражданства США, военный билет, свидетельство о взятии на воинский учёт, несколько писем. В 2001 году с разрешения владельца бумаг — племянника Э. Холла — Кенн Харпер отвёз их в Нуук, передав Национальному архиву Гренландии.

### Комментарии
1. ↑  Судьба Уисакассака сложилась трагически. Соплеменники не верили его рассказам об Америке, и его личный статус был невысок, несмотря на огромную силу и охотничьи умения: он хвастался Расмуссену, что «мясные кучи» его всегда ломятся от добычи. В сезоны 1898 и 1899 годов он служил у Р. Пири погонщиком собак, но далее навсегда с ним рассорился, ибо американец отнял у него жену Аллакасингву (Алекассингуак), очень красивую юную эскимоску, у которой от Роберта родилась дочь. В инструкции Пири от 1900 года, содержащей «чёрный список» людей, которых ни при каких обстоятельствах нельзя нанимать на работы и пускать на американские корабли и береговые постройки, значился и Уисакассак, с пометкой «побывавший в США». Датская экспедиция Мюлиус-Эриксена зафиксировала, что Уисакассак взял привычку пользоваться чужими жёнами без согласия их мужей (в ритуале обмена женщины не имели права голоса). Около 1905 года он откочевал в полярную Канаду, где охотился на карибу и медведей, но далее вернулся в Гренландию. Летом 1910 года Уисакассак поселился в регионе залива Инглфилд, где женщин было меньше, чем мужчин. Темпераментный и своенравный охотник завёл себе трёх жён, из-за чего был убит участниками полярной партии Пири Уутаком (Утой) и Сиглуком (Сиглу) в возрасте примерно тридцати пяти лет. Детей он не имел[15].
2. ↑  По-видимому, он так и не принял крещения; во всяком случае, К. Харперу не удалось найти записей ни в одном церковном приходе в местах его постоянного проживания[16].
3. ↑  Мекусак демонстрировал симптомы задержки умственного развития и навсегда остался инвалидом. В 1939—1962 годах он проживал в различных учреждениях для инвалидов в Дании, где и скончался. Петер Фройхен всегда считал его собственным сыном[44].
4. ↑  Уильям Уоллес не сумел восстановить благосостояния. С сыном Уильямом-младшим (он женился, имел двух детей и жил своим домом в Манаскуане) Уоллес не общался. После смерти жены в 1937 году он стал деградировать духовно и физически, и скончался четыре года спустя в приюте для душевнобольных. Благодаря попечению друзей семьи, Уильям и Памела упокоились на семейном участке сельского кладбища Коблесскилл[44].